# トーレ・マヨール
トーレ・マヨール(Torre Mayor)はメキシコ合衆国の首都メキシコシティのPaseo de la Reforma #505に位置する超高層ビル。2003年完成で、最上階の高さは225メートル、尖塔を含めると230メートルの55階建てで、1979年に完成したベネズエラの首都カラカスにあるパルケセントラルの220メートルを抜き、ラテンアメリカ諸国で最も高い高層ビルだったが、2010年にパナマシティのオーシャン・ツー (Ocean Two) に抜かれた。なおパナマシティには翌年さらに高いトランプオーシャンクラブ・インターナショナル・ホテル・アンド・タワーが竣工している。メキシコ国内でも2015年にBBVAタワー (Torre BBVA México) に抜かれている。カナダ人の実業家Paul Reichmannにより開発され、現在彼と国際投資グループがビルを所有している。
施工は1999年に始まり、2003年に終了した。地震が多いメキシコシティの土地柄を考慮し、同ビルにはいくつかの地震対策が施されており、アメリカ合衆国のロサンゼルスにあるライブラリータワーと並び、地球上で最も丈夫な建造物と称されている。両ビルとも、マグニチュード8強の地震に耐えうるように設計されている。
日本航空のメキシコ事務所が入居している。